# Thomas Rohregger
Thomas Rohregger (Innsbruck, 23 december 1983) is een Oostenrijks voormalig wielrenner. Voor het seizoen 2014 vond hij geen nieuwe ploeg en besliste daardoor om zich opnieuw op zijn studies te richten.

## Belangrijkste overwinningen
2007
3e etappe Ronde van Oostenrijk
2008
Eindklassement Ronde van Oostenrijk
2010
Bergklassment Tour Down Under
2011
1e etappe Ronde van Spanje (ploegentijdrit)

## Resultaten in voornaamste wedstrijden
| Jaar | Ronde van Italië | Ronde van Frankrijk | Ronde van Spanje |
| ---- | ---------------- | ------------------- | ---------------- |
| 2007 |                  |                     |                  |
| 2008 |                  |                     |                  |
| 2009 | 26e              |                     | opgave           |
| 2010 | opgave           | 74e                 |                  |
| 2011 | opgave           |                     | 28e              |
| 2012 | 31e              |                     |                  |
| 2013 |                  |                     |                  |

| Jaar | Amstel Gold Race | Ronde van Lombardije | Rund um den Henninger-Turm |  | WK op de weg |  | Wereldranglijsten |
| ---- | ---------------- | -------------------- | -------------------------- |  | ------------ |  | ----------------- |
| 2007 |                  |                      | 6e                         |  |              |  |                   |
| 2008 |                  |                      |                            |  | 34e          |  |                   |
| 2009 |                  | 111e                 |                            |  |              |  |                   |
| 2010 |                  |                      |                            |  |              |  |                   |
| 2011 |                  | opgave               |                            |  | 46e          |  |                   |
| 2012 |                  | opgave               |                            |  |              |  | 235e (UWT)        |
| 2013 | opgave           |                      |                            |  |              |  | 179e (UWT)        |

## Ploegen
- 2003 ·  Team Hervis Copyright
- 2004 ·  Team Hervis Apo Sport
- 2006 ·  ELK Haus-Simplon
- 2007 ·  ELK Haus-Simplon
- 2008 ·  ELK Haus-Simplon
- 2009 ·  Team Milram
- 2010 ·  Team Milram
- 2011 ·  Leopard-Trek (vanaf 23-2)
- 2012 ·  RadioShack-Nissan
- 2013 ·  RadioShack-Leopard